# Dargó
Dargó (szlovákul: Dargov) község Szlovákiában, a Kassai kerület Tőketerebesi járásában.

## Fekvése
Gálszécstől 7 km-re északnyugatra, az Eperjes-Tokaji-hegység keleti oldalán fekszik.

## Története
A falut egy Albert nevű soltész alapította a 14. század elején. 1321-ben említik először, mint Parustyán várának tartozékát. Lakói az évszázadok során főként favágók voltak. Egy 1441-es oklevél szerint Dargó lakói a királynak hét arany értékű adót fizettek, ekkor mintegy 10 család élt a községben. 1567-ben 2 és fél porta után adózott a falu. A falu ezekben az időkben csaknem teljesen elnéptelenedett, 1582-ben csak másfél adózó portája volt. Lakói főként mezőgazdaságból, faszénégetésből és erdei munkákból éltek. A 16. században részben a Perényiek, majd később – a 17. század végéig – a Drugeth család birtoka. 1715-ben 7 ház állt a faluban, lakói közül többen részt vettek a Rákóczi-szabadságharcban.
A 18. század végén Vályi András így ír róla: „DARGÓ. Orosz falu Zemplén Vármegyében, földes Ura Báró Pongrátz Uraság, lakosai katolikusok, és ó hitűek, fekszik Vendég fogadójával egygyütt Gálszétshez, mellynek filiája nem meszsze. Határja jó termékenységű, tulajdonságaira nézve lásd Bácskot, mellyhez hasonló, nevezetes vagyonnyaihoz képest, első Osztálybéli.”
Fényes Elek 1851-ben kiadott geográfiai szótárában így ír a faluról: „Dargó, Zemplén v. orosz falu, Gál-Szécshez 1 1/2 órányira: 40 római, 229 g. kath., 10 ref., 18 zsidó lak. 241 hold szántóföld. Erdő. F. u. Szemere, Szilassy s m. Ut. p. Vecse.”
Borovszky Samu monográfiasorozatának Zemplén vármegyét tárgyaló része szerint: „Dargó, a hasonló nevű patak mellett fekszik. Tót kisközség, melynek 82 háza és 419 lakosa van, kiknek nagyobb része görög katholikus. Postája, távírója és vasúti állomása Gálszécs. Hajdan a purustyáni, később a gálszécsi vár tartozéka volt s a Csapyak és osztályos atyafiaik voltak az urai. 1478-ban a Semseieket iktatják egyes részeibe, 1487-ben a Széchiek is birnak itt, de ezek a maguk részét a Tárczayaknak zálogosítják el. 1500-ban Sztrithei Osváth és Tárczay János az urai, 1569-ben pedig Rákóczy György, Kálnássy Ferencz és Deregnyey Pál kapnak rá kir. adománylevelet. 1598-ban Bacskay Miklós, továbbá Ketzer István, Kálnássy Ferencz, Homonnai György, Zokoly Péter és Szürthey Miklós özvegye a földesurai. 1600-ban a Daróczyakat, 1629-ben pedig a Csapyakat iktatják egyes részeibe, de 1637-ben Drugeth György kap reá kir. donácziót. 1663-ban, a mikor Dargón a pestis dühöngött, Bocskay István és Soós György voltak az urai. 1701-ben a terebesi vár tartozéka volt, 1754-ben Kácsánydy László, Kálnássy Ádám és II. Ferencz is birtokosai; ezekre rá következnek a báró Fischer, gróf Csáky, a Szemere, Szilassy és Puky családok. Most nincs nagyobb birtokosa. Ide tartoznak a Molnár és a Faraktár nevű tanyák. Kőbányái a legpompásabb útépitő zúzott követ szolgáltatják.”
1920-ig Zemplén vármegye Gálszécsi járásához tartozott.
A második  világháború idején a település a harcokban teljesen leégett, a háború után építették újjá.

## Népessége
| Év:            | 1994. | 2004.   | 2014.    | 2024.   |
| -------------- | ----- | ------- | -------- | ------- |
| Emberek száma: | 539   | 541     | 608      | 636     |
| Eltérés:       |       | +0,37 % | +12,38 % | +4,60 % |

| Év:            | 2023. | 2024.   |
| -------------- | ----- | ------- |
| Emberek száma: | 619   | 636     |
| Eltérés:       |       | +2,74 % |

1910-ben 414, túlnyomórészt szlovák anyanyelvű lakosa volt.
2001-ben 546 lakosából 541 szlovák volt.
2011-ben 592 lakosából 579 szlovák volt.
2021-ben 607 lakosából 593 szlovák, 3 ruszin, 1 cseh, 1 ukrán, 1 német, 8 ismeretlen nemzetiségű volt.

## Nevezetességei

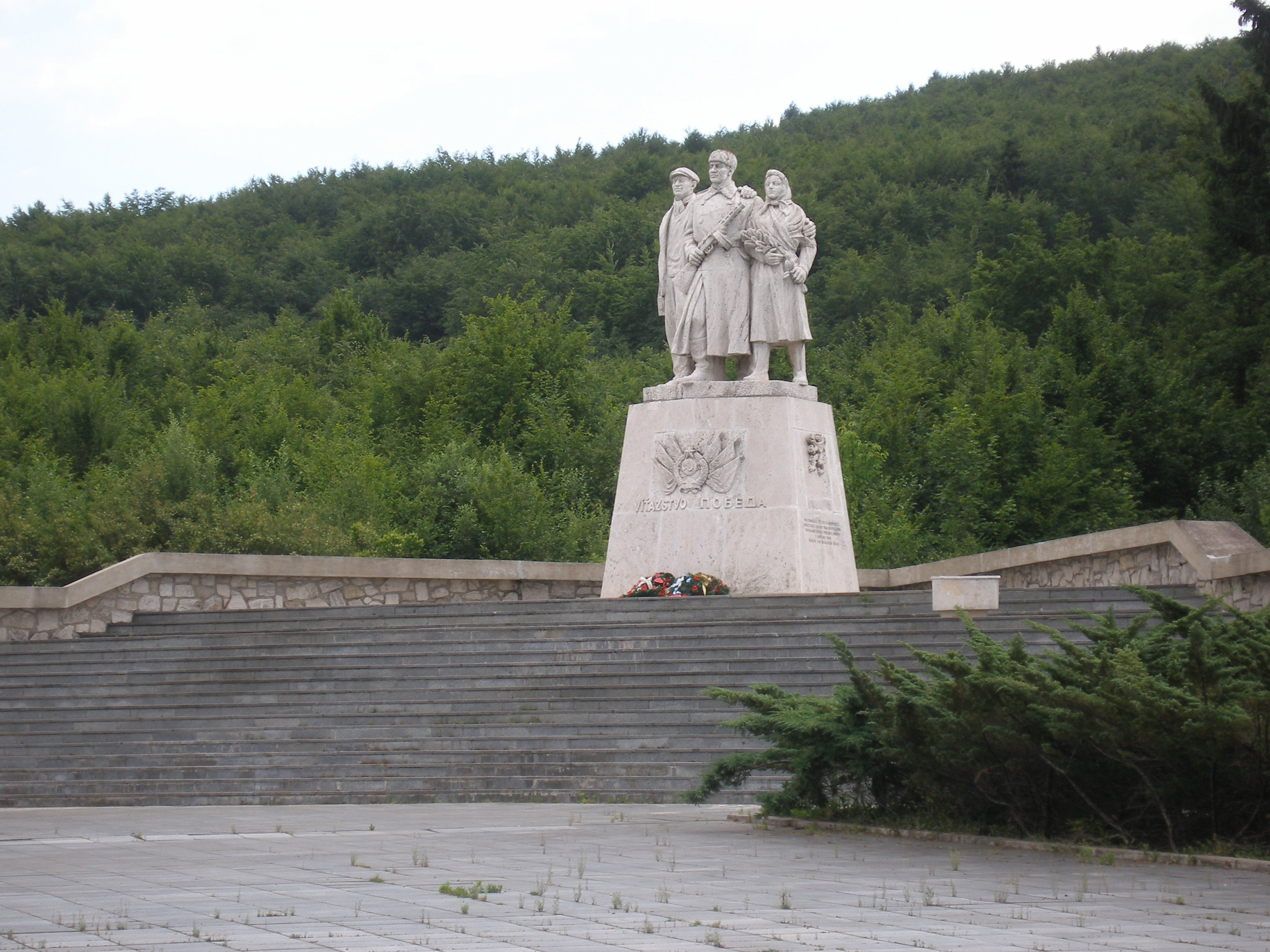
A dargói hősök emlékműve

- Görögkatolikus templomát 1990-ben a Segítő Szűzanya tiszteletére szentelték.
- Római katolikus temploma Jézus Szentséges Szíve tiszteletére épült.
- A község szabadtéri színpadán folklórfesztiválokat rendeznek.
- A falu festői környezete a turisták kedvelt kirándulóhelye.
- A faluban második világháborús emlékmű és mementóként két szovjet tank is áll az itteni harcokra emlékeztetve.